# 10 Cassiopeiae
10 Cassiopeiae är en blåvit jättestjärna och misstänkt variabel i stjärnbilden Cassiopeja. 
Stjärnan varierar mellan visuell magnitud +5,54 och 5,59 och företer ljusvariationer av okänd amplitud och periodicitet.